# Compsophis fatsibe
Espèce
Synonymes
- Geodipsas fatsibe Mercurio & Andreone, 2005

Statut de conservation UICN

 NT  : Quasi menacé
Compsophis fatsibe est une espèce de serpents de la famille des Lamprophiidae. 

## Répartition
Cette espèce est endémique du Nord de Madagascar.

## Description
L'holotype de Compsophis fatsibe, un mâle adulte, mesure 522 mm dont 127 mm pour la queue. Son dos est gris violacé avec un quadrillage irrégulier sombre essentiellement dans la partie postérieure du corps. Sa face ventrale est jaunâtre avec de petites marques brunes devant plus nombreuses vers l'anus. Le dessous de sa queue est blanchâtre avec une ligne médiane brun foncé.

## Étymologie
Son nom d'espèce, du malgache fatsy, « épine », et be, « gros, de grande taille », fait référence aux grandes épines crochues à la base des hémipénis.

## Publication originale
- Mercurio & Andreone, 2005 : Description of a new Geodipsas snake from northern Madagascar (Squamata: Colubridae). Zootaxa, n. 1093, p. 61-68 (texte intégral).